# 锦铁街道
锦铁街道，是中华人民共和国辽宁省锦州市凌河区下辖的一个乡镇级行政单位。

## 行政区划
锦铁街道下辖以下地区：
铁东社区、铁中社区、铁西社区、杭州街社区、解放社区、吉庆社区、白日社区和兴华里社区。